# Porquerolles
Isla de Porquerolles (en francés: Île de Porquerolles) es una isla parte del archipiélago de las Îles d'Hyères, en Var, en la región de Provenza-Alpes-Costa Azul, al sureste del país europeo de Francia. Su población era de unos 200 habitantes en 2004 y ocupa 12,54 kilómetros cuadrados.
Porquerolles es la mayor y más occidental de las tres islas en las Îles d'Hyères. Posee unos 7 km de largo por 3 km de ancho, con cinco pequeños sistemas de las colinas. La costa sur está llena de acantilados, y en la costa norte se encuentran el puerto y las playas de Notre Dame, La Courtade, y Plage d'Argent.